# Louis-Victor Sicotte
Louis-Victor Sicotte (ur. 6 listopada 1812, zm. 5 września 1889) – kanadyjski prawnik i polityk, ko-premier rządu Prowincji Kanady.

## Życiorys
Urodził się 6 listopada 1812 w Boucheville w Dolnej Kanadzie. Został ochrzczony pod nazwiskiem Cicote, które nosił jego ojciec. Rodzina Cicote wywodziła się od Jeana Chicote, który mieszkał w Nowej Francji już w połowie XVII w. W kronikach Ville-Marie (współcześnie Montreal) znajduje się zapis, według którego przodek Louisa Sicotte w 1651 został oskalpowany przez Irokezów. Przeżył tę torturę i żył jeszcze 14 lat po tym wydarzeniu. Rodzice Louis-Victora byli farmerami, na tyle jednak bogatymi, by zapewnić synowi solidne wykształcenie. Po ukończeniu szkoły średniej zatrudnił się jako urzędnik i jednocześnie przygotowywał się do złożenia egzaminów prawniczych. Do palestry został przyjęty w 1828. Już w czasie studiów poznał i zaprzyjaźnił się z Dominique Mondeletem, Louis-Hippolyteem La Fontaine i Norbertem Dumasem – centralnymi postaciami frankofońskiego ruchu nacjonalistycznego i reformatorskiego. Sam stał się reformistą włączając się w działania nacjonalistów. Sławę przyniósł mu artykuł we francuskojęzycznej La Minerve, który opublikował pod pseudonimem S******. W artykule tym barwnie przedstawił trudności ze strony władz kolonialnych, jakie frankofoni napotykali w krzewieniu swej kultury. W konkluzji artykułu Sicotte postulował rewolucyjną walkę, która miała doprowadzić do wyzwalania francuskiej Kanady spod brytyjskiego panowania. Sicotte przypisuje się także pomysł obchodzenia dnia św. Jana Chrzciciela jako regionalnego święta frankofońskiego. Święto jest corocznie 24 czerwca obchodzone w prowincji Quebec do czasów współczesnych jako święto państwowe. Mimo faktu, że zaliczany był do czołowych patriotów, nie wziął udziału w rebelii patriotycznej. Wiadomo jednak, że wspierał finansowo rebeliantów, jednocześnie krytykując ich niektóre, jego zdaniem nieodpowiedzialne, akcje militarne.
W 1838 osiadł w Saint Hyacinth i otworzył praktykę prawną. Szybko też stał się jednym z najbardziej cenionych prawników w Montrealu i okolicach. Podobnie jak wielu innych znanych prawników i Sicotte włączył się w politykę. W 1848 bezskutecznie walczył o mandat parlamentarny, lecz już w kolejnych wyborach w 1851 bez trudu go zdobył. W parlamencie reprezentował reformistów, choć w wielu kwestiach miał niezależny punkt widzenia. I tak na przykład odrzucił propozycję objęcia ministerstwa ziem państwowych w rządzie Hinksa-Moriona, ze względu na to, że ci odstąpili od planów likwidacji tradycyjnego systemu senioralnego we Wschodniej Kanadzie. W 1853 pełnił funkcję przewodniczącego parlamentarnej komisji do spraw reformy systemu szkolnego. Raport przez niego napisany nie został zrealizowany ze względu na radykalność zmian proponowanych. W 1854 ponownie zdobył mandat wyborczy i głosami liberałów wybrany został na marszałka izby. Okres największego jego powodzenia w polityce to lata 1857 do 1863. Najpierw został ministrem ziem państwowych (crown lands) – na krótko jednak. Po zrezygnowaniu z udziału w rządzie został liderem frankofońskiej opozycji w parlamencie. W 1862 wraz z Johnem Sandfieldem Macdonaldem utworzył reformatorski rząd. Przetrwał on zaledwie rok i przez cały ten okres borykał się z ekonomicznymi i politycznymi problemami. Po upadku rządu Sicotte nie wziął już udziału w formowaniu kolejnego. Wycofał się z czynnego życia politycznego, poświęcając się karierze sędziego okręgowego sądu w swym mieście. Przeszedł na emeryturę dzień po swych 75. urodzinach.